# 褐藻醣膠
褐藻醣膠（Fucoidan）也稱為岩藻黃質、岩藻多醣、褐藻多醣，岩藻依聚醣，是一種硫化的多糖（分子量：平均約20,000），常見於許多褐藻纲及海藻類的植物（例如水雲、海帶、墨角藻、裙帶菜、羊栖菜）中，海參體內也有褐藻醣膠。低分子量的褐藻醣膠有使用在一些營養補充品中。
科學研究表明褐藻醣膠具有多種不同的生物活性功能。最廣泛被研究的領域包括其抗癌和抗炎反應的功能。它還被研究用於生物材料、藥物輸送、和控制和治療心血管疾病的應用。